# Hyalurga transita
Hyalurga transita är en fjärilsart som beskrevs av Heinrich Benno Möschler 1878. Hyalurga transita ingår i släktet Hyalurga och familjen björnspinnare. Inga underarter finns listade i Catalogue of Life.